# FITS
Flexible Image Transport System (FITS) là một định dạng kỹ thuật số của tập tin dùng để lưu trữ, chuyển giao, và trao đổi về các hình ảnh mang tính khoa học. FITS là định dạng hình ảnh được sử dụng phổ biến trong thiên văn học. Không như những định dạng hình ảnh khác, FITS được thiết kế đặc biệt cho các dữ liệu khoa học và cho việc lưu trữ số liệu về độ sáng và thông tin về kích cỡ của 1 khoảng không gian, cũng như về dữ liệu hình ảnh ban đầu.
Định dạng FITS được tạo ra vào năm 1981; nó được phát triển từng bước một, và phiên bản mới nhất (3.0) được ra mắt vào năm 2008. FITS được thiết kế để lưu trữ dữ liệu trong một khoảng thời gian dài. "FITS một lần, FITS mãi mãi" là câu châm ngôn luôn được yêu cầu mỗi khi phát triển định dạng này để có thể tương thích ngược với thiết bị cũ.
Đặc điểm nổi bật của định dạng FITS là hình ảnh thông tin được lưu trữ trong một dòng ở đầu bức ảnh được viết bằng ASCII, vì thế người dùng có thể dựa vào những dòng thông tin đó để biết được xuất xứ của tập tin. Mỗi tập tin FITS có thể chứa một hoặc nhiều dòng thông tin gồm những tấm hình ASCII (độ dài 80 ký tự). Mỗi tấm hình ASCII có thể chứa từ khóa, giá trị cặp, hoặc giữa những khối dữ liệu. Từ khóa và giá trị cặp miêu tả kích thước, nguồn gốc, tọa độ, dữ liệu nhị phân, chú thích, lịch sử dữ liệu, và những gì mà người tạo muốn đề cập: trong khi từ khóa được dành cho FITS sử dụng, thì những khoảng khác người dùng có thể tùy ý sử dụng.
FITS thường dùng để lưu trữ những dữ liệu không phải là hình ảnh, ví dụ như quang phổ, dãy photon, dữ liệu lập phương, hoặc cấu trúc dữ liệu, như là kho dữ liệu nhiều tầng. Một tập tin FITS có thể chứa nhiều định dạng, và mỗi định dạng chứa một dữ liệu đặc trưng. Ví dụ như FITS có thể chứa tia x-ray và hướng của tia hồng ngoại trong cùng một tập tin.